# Женская гимназия (Верхотурье)
Женская гимназия — архитектурный памятник, расположенный в городе Верхотурье, Свердловской области.
Решением Совета народных депутатов № 75 от 18 февраля 1991 года присвоен статус памятника архитектуры регионального значения.

## Архитектура
Данное здание является образцом учебной постройки в «кирпичном стиле» начала XX века. Из городской застройки выигрышно выделяется постановкой на горном рельефе. Расположено в исторической части города на левом берегу реки Туры, вблизи кремля по красной линии улицы, на неё же ориентирован главный фасад. Состоит из двух объёмов, северного, построенного в 1906 году и южного, построенного в 1917 году.
Двухэтажный на цокольном этаже объём, кирпичный и неоштукатуренный, врезан в откос рельефа и покрыт вальмовой кровлей. Усложнён двумя ризалитами с востока, одним с запада, а также двумя прямоугольными выступами пристройки. Восточный главный фасад состоит из двух одинаковых частей, симметричных относительно центрального ризалита с балконом с кованым ограждением, под которым расположен вход. Углы отмечены лопатками, поддерживающими на ризалитах полосу антаблемента с угловыми четырёхгранными тумбами, карниз между ними украшен висячими консольками.
Пониженные участки стен завершены карнизом с рядом ступенчатых зубчиков. Членения фасада дополняют карнизы — междуэтажные и подоконные. Дверные проёмы арочные. Пластика фасада усложнена горизонтальной расшивкой простенков первого этажа и подоконными нишами на втором. Дворовый и боковые фасады решены аналогично главному — путём повторения одних частей, комбинации других, а также упрощения отдельных фрагментом.